# Martin Landau
Martin Landau (Ciutat de Nova York, 20 de juny de 1928 - Los Angeles, 15 de juliol de 2017) fou un actor estatunidenc.

## Biografia
Landau va néixer en una família jueva estatunidenca al barri Brooklyn a la ciutat de Nova York. Fill de Selma (nascuda Buchanan) i Morris Landau, maquinista d'origen austríac que fuig del nazisme.
Als disset anys, va treballar com a dibuixant per al Daily News, ajudant Gus Edson durant els anys 40 i 50. Influenciat per Charles Chaplin, i el sentiment d'evasió que es troba al cinema, arrenca una carrera d'actor.
Després de dues seleccions als Oscars pels seus papers a les pel·lícules Tucker i Delictes i faltes, obté el 1994 un Oscar al millor actor secundari per a la seva interpretació de Béla Lugosi a la pel·lícula Ed Wood de Tim Burton.
Martin Landau va ser casat, de 1957 a 1993, amb l'actriu Barbara Bain. Van tenir dues filles, l'actriu Juliet Landau i la productora de pel·lícules Susan Bain Landau Finch.
S'havia fet molt conegut per la seva interpretació de Rollin Hand, el mestre de les disfresses, en la sèrie Mission: Impossible al costat de la seva dona, a qui retrobaria alguns anys més tard als primers papers de Cosmos 1999.

## Filmografia

### Cinema
| Any           | Pel·lícula                                               | Paper                                          | Notes |
| ------------- | -------------------------------------------------------- | ---------------------------------------------- | --- |
| 1959          | Pork Chop Hill                                           | Tinent Marshall                                | |
| 1959          | Perseguit per la mort (North by Northwest)               | Leonard                                        | |
| 1959          | The Gazebo                                               | The Duke també conegut com A. Wellington Broos | |
| 1962          | Stagecoach to Dancers' Rock                              | Dade Coleman                                   | |
| 1963          | Decision at Midnight                                     |                                                | |
| 1963          | Cleopatra                                                | Rufio                                          | |
| 1964          | The Ghost of Sierra de Cobre                             | Nelson Orion                                   | |
| 1965          | La batalla dels turons del whisky (The Hallelujah Trail) | Cap Camina-arropat                             | |
| 1965          | The Greatest Story Ever Told                             | Caifàs                                         | |
| 1966          | Nevada Smith                                             | Jesse Coe                                      | |
| 1970          | Operation Snafu                                          | Joe Mellone                                    | |
| 1970          | Ara em diuen senyor Tibbs                                | Logan Sharpe                                   | |
| 1970          | A Town Called Hell                                       | El Coronel                                     | |
| 1972          | Black Gunn                                               | Capelli                                        | |
| 1972          | Welcome Home, Johnny Bristol                             | Johnny Bristol                                 | |
| 1976          | A Special Magnum for Tony Saitta                         | Dr. George Tracer                              | |
| 1979          | Meteor                                                   | Major General Adlon                            | |
| 1980          | Without Warning                                          | Fred 'Sarge' Dobbs                             | |
| 1980          | The Last Word                                            | Capità Garrity                                 | |
| 1980          | The Return                                               | Niles Buchanan                                 | |
| 1982          | Alone in the Dark                                        | Byron 'Preacher' Sutcliff                      | |
| 1982          | The Fall of the House of Usher                           | Roderick Usher                                 | |
| 1983          | Trial by Terror                                          |                                                | |
| 1983          | The Being                                                | Garson Jones                                   | |
| 1984          | Access Code                                              |                                                | |
| 1984          | Terror in the Aisles                                     |                                                | archival footage                                                                                                 |
| 1985          | L'illa del tresor (Treasure Island)                      | Vell Capità                                    | |
| 1987          | W.A.R.: Women Against Rape                               | Judge Shaw                                     | |
| 1987          | Cyclone                                                  | Bosarian                                       | |
| 1987          | Sweet Revenge                                            | Cicero                                         | |
| 1987          | Empire State                                             | Chuck                                          | |
| 1987          | Delta Fever                                              | Bud                                            | |
| 1987          | Run If You Can                                           | Malvani                                        | |
| 1988          | Tucker: The Man and His Dream                            | Abe Karatz / Veu of Walter Winchell            | Globus d'Or al millor actor secundari Nominada - Oscar al millor actor secundari                                 |
| 1989          | Paint It Black                                           | Daniel Lambert                                 | |
| 1989          | Delictes i faltes (Crimes and Misdemeanors)              | Judah Rosenthal                                | Nominada - Oscar al millor actor secundari                                                                       |
| 1990          | Real Bullets                                             | Sallini                                        | |
| 1991          | Firehead                                                 | Admiral Pendleton                              | |
| 1992          | Mistress                                                 | Jack Roth                                      | |
| 1993          | No Place to Hide                                         | Frank McCoy                                    | |
| 1993          | Assetjada (Sliver)                                       | Alex Parsons                                   | |
| 1993          | 12:01                                                    | Dr. Thadius Moxley                             | |
| 1993          | Eye of the Stranger                                      | Major Howard Bains                             | |
| 1994          | The Color of Evening                                     | Max Loeb                                       | |
| 1994          | Entre dues dones (Intersection)                          | Neal                                           | |
| 1994          | Ed Wood                                                  | Béla Lugosi                                    | Oscar al millor actor secundari Globus d'Or al millor actor secundari Nominada - BAFTA al millor actor secundari |
| 1994          | Time Is Money                                            | Mac                                            | |
| 1995          | Joseph                                                   | Jacob                                          | |
| 1996          | The Elevator                                             | Roy Tilden                                     | |
| 1996          | City Hall: l'ombra de la corrupció (City Hall)           | Jutge Walter Stern                             | |
| 1996          | Les aventures de Pinotxo (The Adventures of Pinocchio)   | Geppetto                                       | |
| 1997          | B*A*P*S                                                  | Mr. Donald Blakemore                           | |
| 1997          | Legend of the Spirit Dog                                 | Qui explica la història                        | veu |
| 1998          | The X-Files                                              | Alvin Kurtzweil, MD                            | |
| 1998          | Rounders                                                 | Abe Petrovsky                                  | |
| 1999          | EDtv                                                     | Al                                             | |
| 1999          | Carlo's Wake                                             | Carlo Torello                                  | |
| 1999          | The Joyriders                                            | Gordon Trout                                   | |
| 1999          | The New Adventures of Pinocchio                          | Geppetto                                       | |
| 1999          | Sleepy Hollow                                            | Peter Van Garrett                              | no surt als crèdits                                                                                              |
| 2000          | Ready to Rumble                                          | Sal Bandini                                    | |
| 2000          | Shiner                                                   | Frank Spedding                                 | |
| 2000          | In the Beginning                                         | Abraham                                        | |
| Very Mean Men | Mr. White                                                |                                                | |
| 2001          | El Majestic (The Majestic)                               | Harry Trimble                                  | |
| 2003          | Hollywood: Departament d'homicidis (Hollywood Homicide)  | Jerry Duran                                    | |
| 2003          | Wake                                                     | Sebastian Riven                                | |
| 2003          | The Commission                                           | Senador Richard Russell                        | |
| 2004          | The Aryan Couple                                         | Joseph Krauzenberg                             | |
| 2006          | Love Made Easy                                           | Don Farinelli Sr                               | |
| 2006          | An Existential Affair                                    | Doctor                                         | |
| 2008          | David & Fatima                                           | Rabbi Schmulic                                 | |
| 2008          | City of Ember: A la recerca de la llum (City of Ember)   | Sul                                            | |
| 2008          | Billy: The Early Anys                                    | Charles Templeton, de gran                     | |
| 2008          | Harrison Montgomery                                      | Harrison Montgomery                            | |
| 2008          | Lovely, Still                                            | Robert Malone                                  | |
| 2008          | Ivory                                                    | Leon Spencer                                   | |
| 2009          | 9                                                        | 2                                              | veu |
| 2009          | The Company Men                                          | August                                         | post-productora                                                                                                  |

### Televisió
| any       | pel·lícula                                    | paper                                          | notes                                                                    |
| --------- | --------------------------------------------- | ---------------------------------------------- | ------------------------------------------------------------------------ |
| 1957      | Harbourmaster                                 | Primer company                                 | Sanctuary                                                                |
| 1959      | The Lawless Anys                              | Silva                                          | Lucky Silva                                                              |
| 1959      | The Twilight Zone                             | Dan Hotaling                                   | Mr. Denton on Doomsday                                                   |
| 1959      | Johnny Staccato                               | Jerry Lindstrom                                | Murder for Credit                                                        |
| 1961      | The Law and Mr. Jones                         |                                                | episodi Lincoln                                                          |
| 1963      | The Outer Limits                              | Andro                                          | The Man Who Was Never Born                                               |
| 1964      | The Outer Limits                              | Richard Bellero                                | The Bellero Shield                                                       |
| 1964      | The Twilight Zone                             | Major Ivan Juchenko                            | The Jeopardy Room                                                        |
| 1965      | The Big Valley                                | Mariano Montoya                                | The Way to Kill a Killer                                                 |
| 1966–1969 | Mission: Impossible                           | Rollin Hand                                    | Globus d'Or Nominada - Premi Emmy, 1967, 1968, 1969                      |
| 1969      | Get Smart                                     | Ell mateix                                     |                                                                          |
| 1973      | Columbo                                       | Dexter i Norman Paris                          |                                                                          |
| 1975–1977 | Space: 1999                                   | Comandant John Koenig, líder de Moonbase Alpha | 48 episodis, TV Series                                                   |
| 1981      | The Harlem Globetrotters on Gilligan's Island | J.J. Pierson                                   |                                                                          |
| 1985      | The New Twilight Zone                         | William Cooper-Janes                           | The Beacon                                                               |
| 1990      | By Dawn's Early Light                         | El president dels Estats Units                 |                                                                          |
| 1993      | 12:01                                         | Dr. Thadius Moxley                             |                                                                          |
| 1999      | Bonanno: A GodPare's Story                    | Joseph Bonanno                                 |                                                                          |
| 2000      | In the Beginning                              | Abraham                                        |                                                                          |
| 2004–2005 | Without a Trace                               | Frank Malone                                   | 4 episodis Nominada - Premi Emmy Actor en sèries dramàtiques, 2004, 2005 |
| 2006      | The Evidence                                  | Dr. Sol Gold                                   | 8 episodis                                                               |
| 2006      | Entourage                                     | Bob Ryan                                       | 4 episodis Nominada - Premi Emmy Actor en sèries còmiques                |
| 2008      | Entourage                                     | Bob Ryan                                       | 1 episodi                                                                |
| 2009      | In Plain Sight                                | Joseph Thomas/Joseph Tancredi                  |                                                                          |

## Premis[calcitació]
- Oscar al millor actor secundari pel paper de Béla Lugosi a Ed Wood (1995)
- Globus d'Or al millor actor secundari per Tucker: The Man and His Dream (1989)
- Globus d'Or al millor actor secundari per Ed Wood (1995)